# Bourseville
Bourseville är en kommun i departementet Somme i regionen Hauts-de-France i norra Frankrike. Kommunen ligger i kantonen Friville-Escarbotin som tillhör arrondissementet Abbeville. År 2022 hade Bourseville 715 invånare.

## Befolkningsutveckling
Antalet invånare i kommunen Bourseville
| Referens: INSEE |